# 후아나 이네스 데 라 크루스
후아나 이네스 데 라 크루스(Juana Inés de la Cruz, 1648년 11월 12일 ~ 1695년 4월 17일) 또는 후아나 데 아스바헤(Doña Inés de Asbaje y Ramírez de Santillana)는 멕시코의 저술가, 철학자, 작곡가, 그리고 바로크 시대의 시인, 수녀이다.
멕시코 스페인 제국 시기에 살았다. 어릴 적 신동 소리를 들었으며 라틴어에 유창했고 나우아틀어로도 글을 썼으며 10대에 철학 부문으로 유명했다.